# Modesto Coloma Palenzuela
Modesto Coloma Palenzuela (Cevico de la Torre, 24 de febrero de 1840 - ¿1925?) fue un maestro de obras español que fundamentalmente desarrolló su trabajo en Valladolid durante el último cuarto del siglo XIX y el primero del XX. En su producción caben numerosos edificios eclécticos, ecléctico-modernistas y Decó.

## Biografía
Existen pocos datos acerca de su vida. Nacido en Cevico de la Torre (Palencia), cursó los estudios de Maestro de Obras en la Escuela de Bellas Artes de Valladolid entre 1859 y 1862.
Casado con Candela Quevedo y Quevedo, al menos desde 1875 estaría domiciliado en Valladolid.

## Estilo
Los encargos de mayor relevancia que recibió Modesto Coloma giraron en torno a la construcción de viviendas, siendo la casa de alquiler, entre medianerías, la tipología que más desarrolló.
En un primer momento, ya en la década de 1880, el Eclecticismo domina su arquitectura. A partir de 1905, sus trabajos poseen una clara tendencia modernista, llevando a cabo algunos de los primeros ejemplos ecléctico-modernistas que existieron en Valladolid. A partir de la segunda década del siglo XX esta tendencia se reafirmó. Además, en la producción de Modesto Coloma destaca la realización de una arquitectura de ladrillo al descubierto con programas decorativos basados, en ocasiones, en la recreación de diferentes motivos neomudéjares (algunos ejemplos han sido publicados por Camino Olea).

## Obras

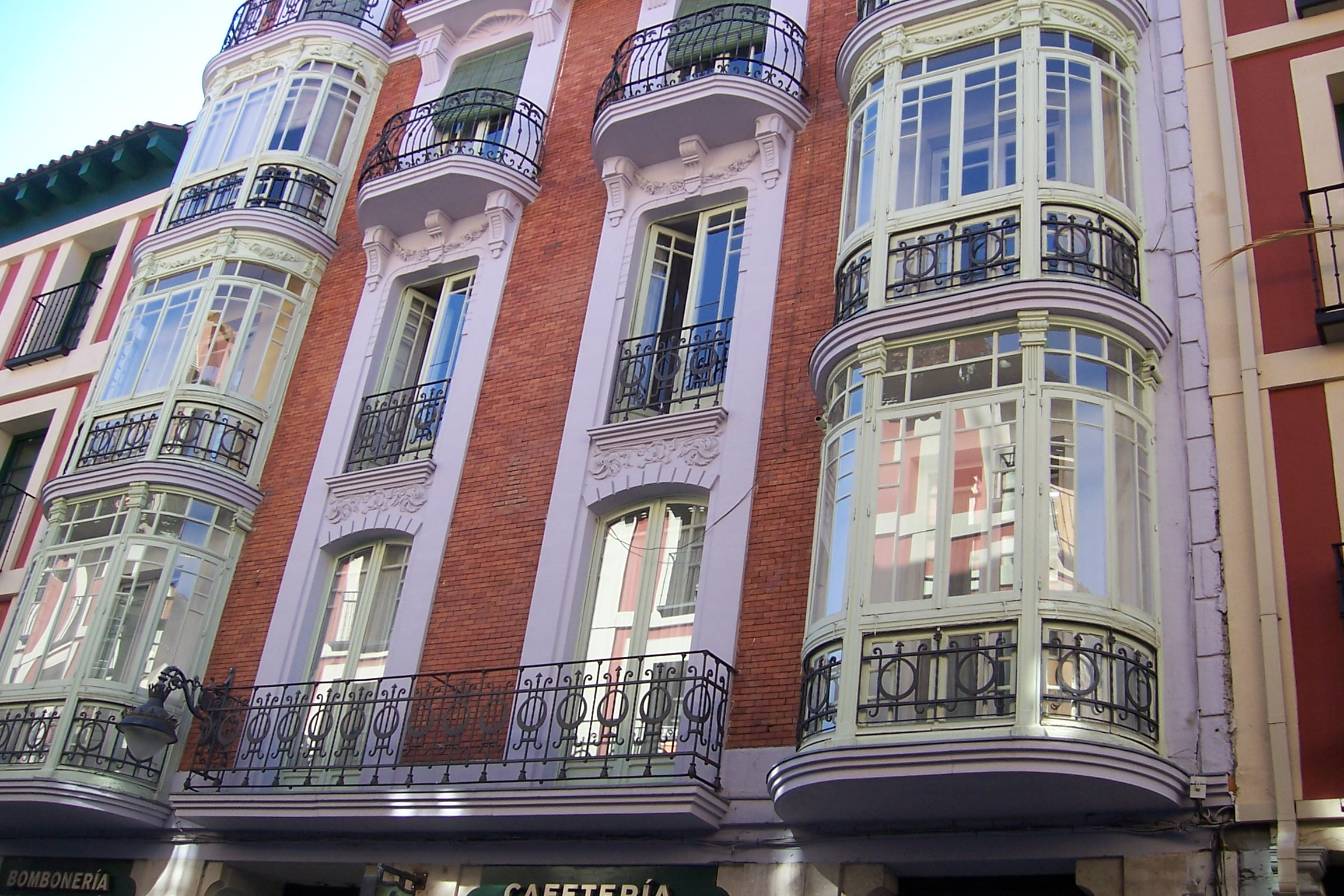
Detalle del bloque en calle Platerías, 6 en Valladolid

Algunas de sus obras más destacadas son:
- Calle San Antonio de Padua, 3 (1905)
- Calle Lencería, 4 (1906)
- Calle Platerías, 6 (1914)
- Calle José María Lacort, 2 (1914)
- Calle Cánovas del Castillo, 4 (1915)
- Calle Cánovas del Castillo, 6 (1916)
- Calle Cánovas del Castillo, 8 (1916)
- Calle Miguel Íscar, 6 (1918)